# Bungwahl
Bungwahl är en ort i Australien. Den ligger i kommunen Great Lakes och delstaten New South Wales, i den sydöstra delen av landet, omkring 200 kilometer nordost om delstatshuvudstaden Sydney.
Runt Bungwahl är det glesbefolkat, med 9 invånare per kvadratkilometer.. Det finns inga andra samhällen i närheten. Genomsnittlig årsnederbörd är 1 554 millimeter. Den regnigaste månaden är februari, med i genomsnitt 287 mm nederbörd, och den torraste är oktober, med 44 mm nederbörd.